# Zbigniew Makarczyk

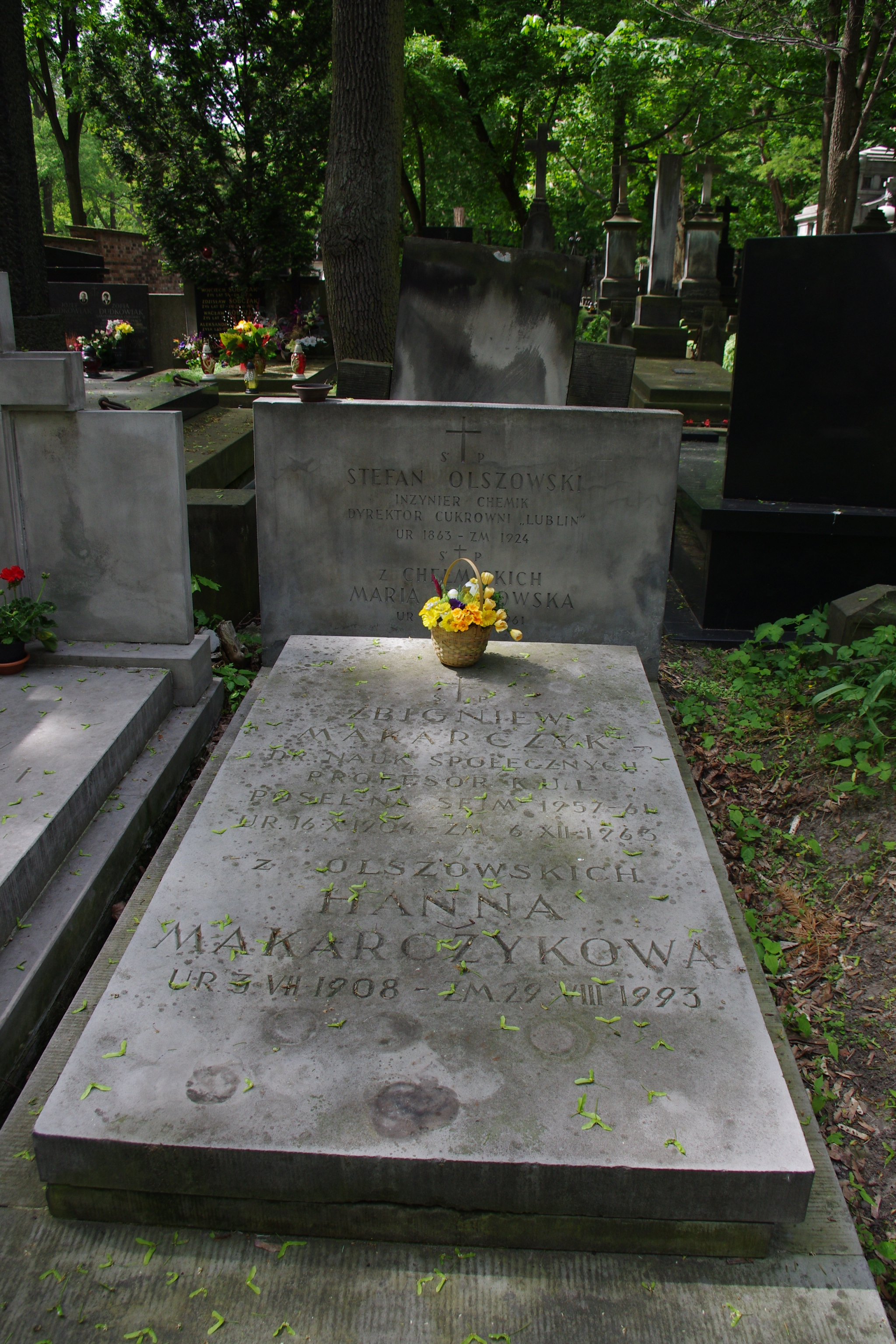
Grób polityka Zbigniewa Makarczyka na Starych Powązkach w Warszawie

Zbigniew Makarczyk (ur. 16 października 1904 w Kaliszu, zm. 7 grudnia 1963 w Warszawie) – doktor nauk społecznych, działacz katolicki, poseł na Sejm PRL II kadencji w latach 1957–1961, członek koła posłów "Znak"; brat Janusza Makarczyka.
Absolwent Wyższej Szkoły Handlowej w Warszawie, specjalista polityki społecznej i ochrony pracy, w latach 1935–1939 sekretarz redakcji "Encyklopedii nauk politycznych". W okresie II wojny światowej uczestniczył w tajnym nauczaniu. Po 1945 wykładowca polityki społecznej na Uniwersytecie Warszawskim i Katolickim Uniwersytecie Lubelskim. Na tej drugiej uczelni wykładał aż do śmierci.
W 1956 współzałożyciel Ogólnopolskiego Klubu Postępowej Inteligencji Katolickiej, następnie jeden z założycieli, a później działacz KIK w Warszawie, m.in. członek zarządu klubu (1957–1958).
W 1957 wybrany do Sejmu w okręgu wyborczym nr 44 w Lublinie jako kandydat "Znaku". Był jedynym w tej kadencji posłem – pracownikiem naukowym KUL. Po zakończeniu kadencji dyrektor Ośrodka Normowania Pracy przy Komitecie Drobnej Wytwórczości. Zmarł przedwcześnie na raka. Pochowany na cmentarzu Powązkowskim w Warszawie (kwatera 175-1-33).